# مختلف (لغة)
المختلف، على اسم المفعول، في اصطلاح أهل اللغة هو اللفظ الذي اختلف أئمة اللغة في أنه في الأصل من لغة أو من أخرى. وقيل هو الذي يختلف في اللغتين.